# Kieselgur

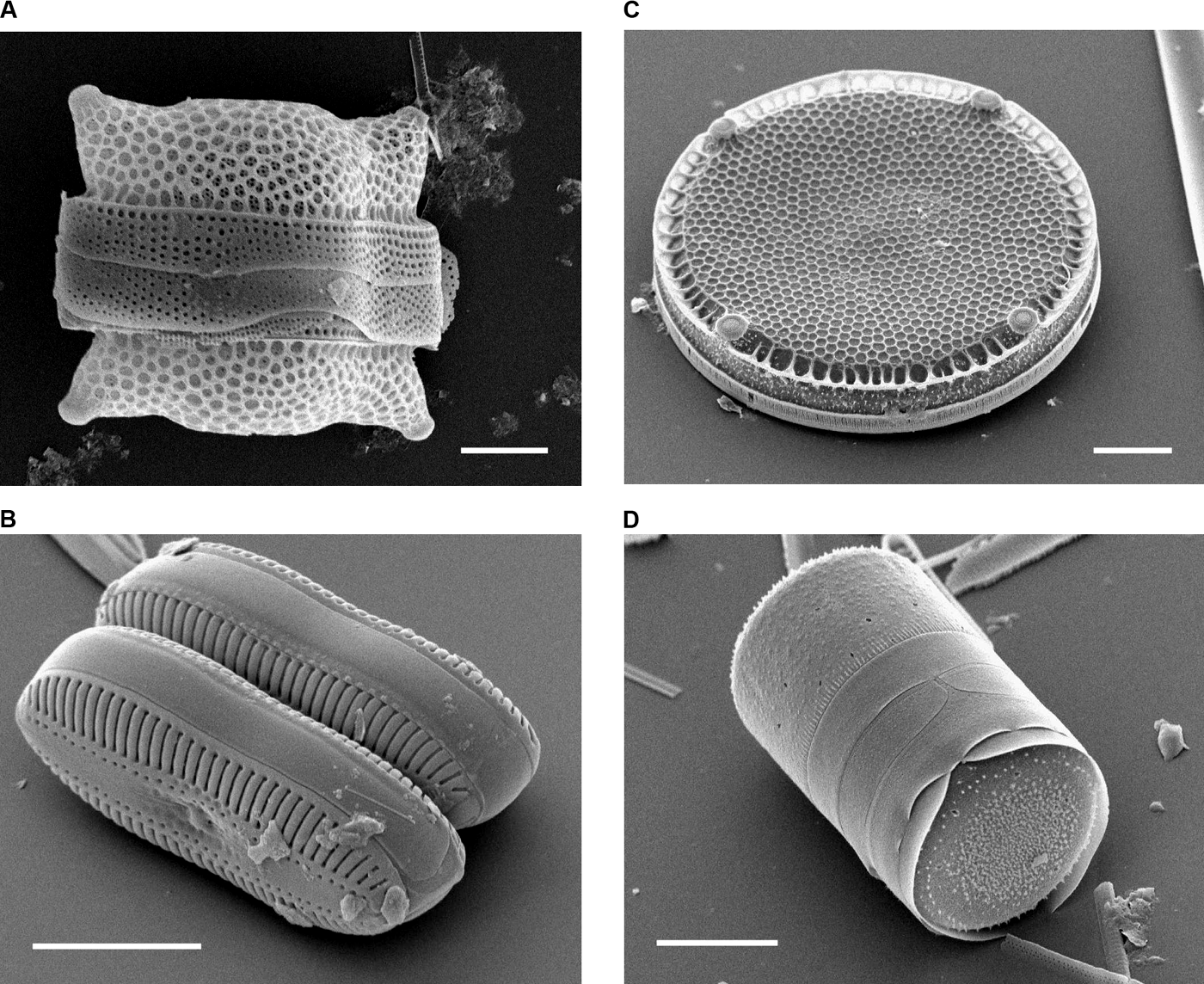
Verschiedene Diatomeen, sekundärelektronenmikroskopische Aufnahmen

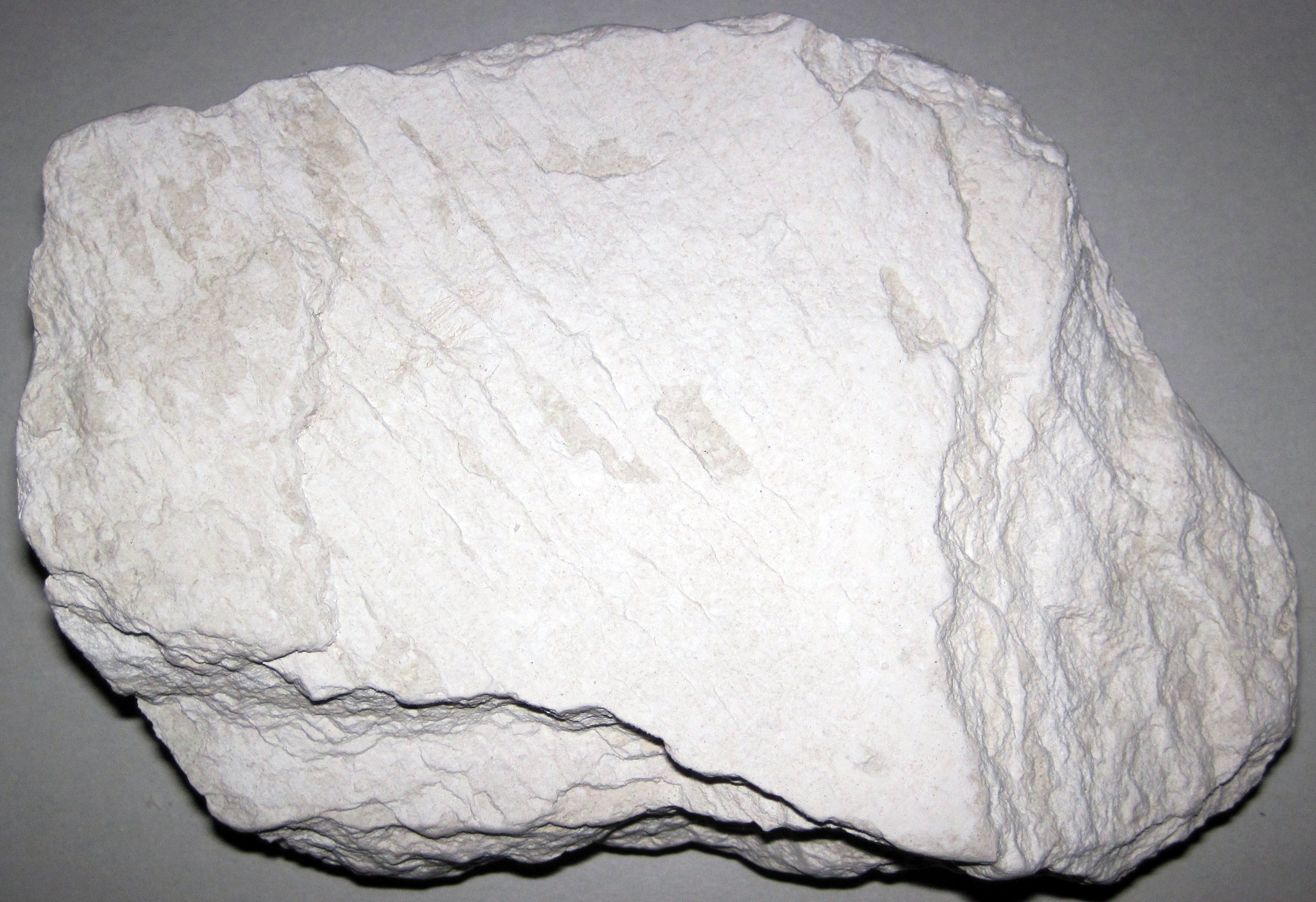
Kieselgur-Bruchstück der südkalifornischen Sisquoc Formation

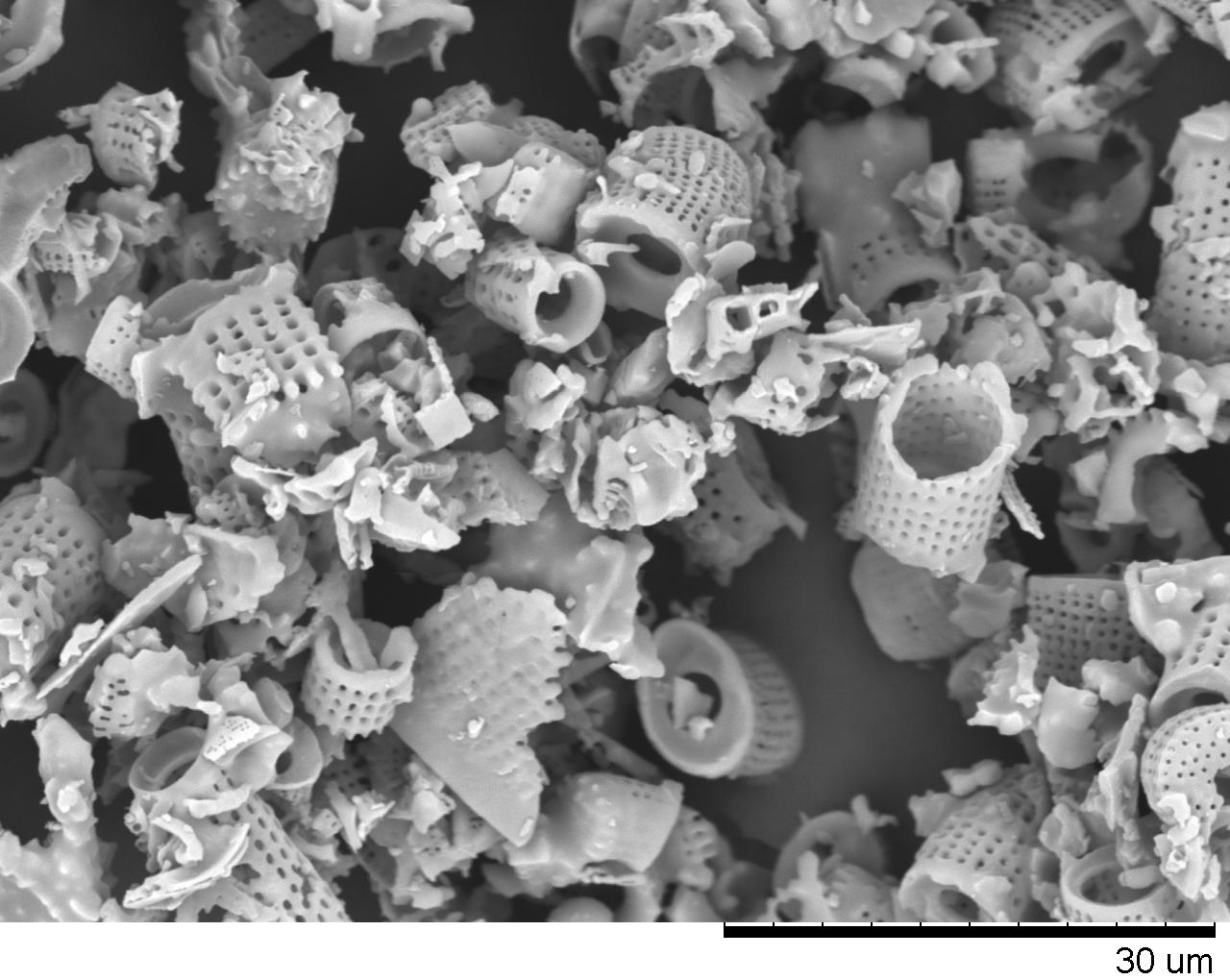
Elektronenmikroskopische Aufnahme

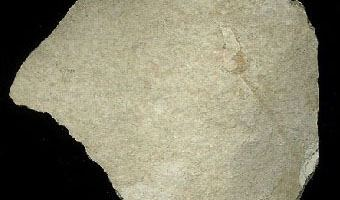
Diatomeenerde aus der Slowakei

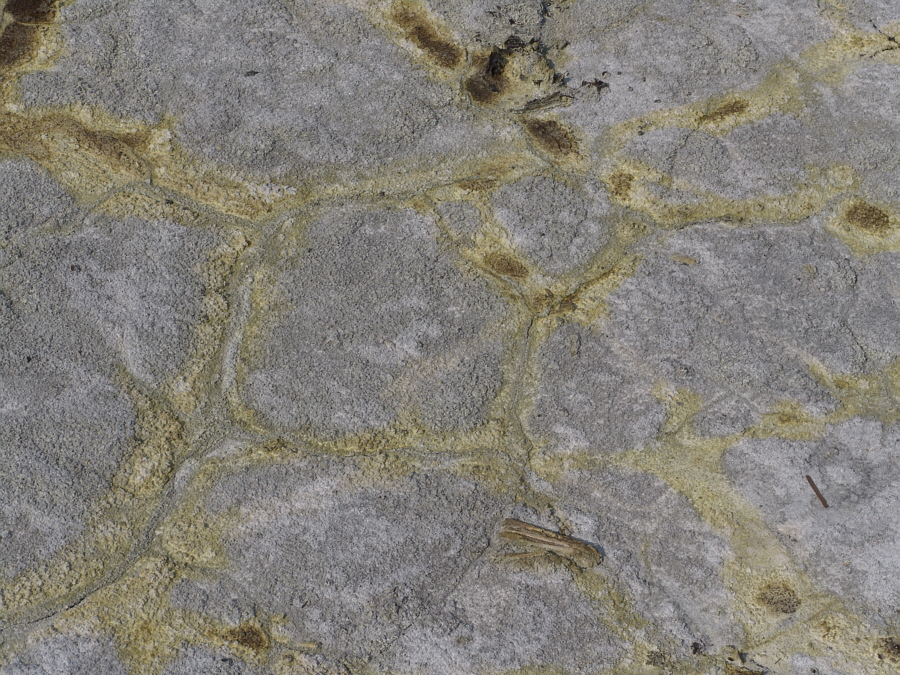
Kieselgurschicht im Naturschutzgebiet Soos (Tschechien)

Kieselgur (diatomite, terra silicea); auch Bergmehl, Diatomeenerde, Diatomeenpelit (englisch Diatomaceous earth), Diatomit, Infusorienerde, Kieselmehl, Novaculit, Tripel, Trippel (Poliertrippel), Tripolit, Celit, ist ein weiches Sedimentgestein geringer Dichte, das hauptsächlich aus den Schalen fossiler Kieselalgen (Diatomeen) besteht und zu einer weißlichen, pulverförmigen Substanz zerrieben werden kann. „Gu(h)r“ ist ein niederdeutscher Volksausdruck mit der Bedeutung „feuchte, aus dem Gestein ausgärende Masse“.
Ein Milliliter reine Kieselgur enthält etwa eine Milliarde Diatomeenschalen und deren Bruchstücke. Die Partikelgrößen liegen zwischen weniger als 1 μm bis zu 3 mm, typischerweise zwischen 10 und 200 μm. Je nach Korngröße fühlt sich das Pulver zwischen den Fingern rau an, ähnlich Bimspulver.
Die Schalen bestehen zu 80–90 % aus amorphem (nicht-kristallinem) Siliciumdioxid (SiO2) 2–4 % Aluminiumoxid (überwiegend in Form von Tonmineralien) und 0,5–2 % Eisenoxid und weisen eine sehr poröse Struktur auf.
Aus geologischer Sicht ist Kieselgur ein aus fossilem Diatomeenschlamm entstandenes Sedimentgestein. Sehr fein geschichtet wird es als „Tripel“ bezeichnet.
Kieselgur ist ein geschätzter Rohstoff und wird vielfältig genutzt, insbesondere zur Filtration, als mildes Polier-, Scheuer- und Schleifmittel, auch in Zahnpasta, als ungiftiges Insektizid, Mattierungsmittel, Füllstoff in vielen Kunststoffen, Absorbent für Flüssigkeiten, Trägerstoff in der Gaschromatographie, Trennmittel, Katzenstreu, Wärmedämmstoff sowie als Zugabe in Pflanzsubstraten für Topfpflanzen und Bonsai.

## Entstehung der Vorkommen
Die Kieselgurvorkommen in Norddeutschland entstanden in den Zwischeneiszeiten und sind einige hunderttausend Jahre alt. Das kieselsäurehaltige Wasser der Seen enthielt große Mengen von Kieselalgen in Hunderten verschiedener Arten. Diese Diatomeen, die auch heute noch in Seen und Meeren leben, können sich alle paar Stunden durch Zweiteilung der Zellen fortpflanzen. Man schätzt, dass unter idealen Bedingungen in einem Monat aus einer Kieselalge eine Milliarde Exemplare heranwachsen können. Diese Diatomeen schweben im Wasser, sinken nach dem Absterben zu Boden und bilden allmählich dicke Ablagerungen, die sich im Verlauf langer Zeiträume zu Sedimentgestein verfestigen können. Durch geologische Veränderungen wie etwa Bodenhebungen gelangen sie später an die Erdoberfläche.

## Die unterschiedlichen Kieselgur-Arten
Man unterscheidet Salzwasser-Kieselgur und Süßwasser-Kieselgur. Die Kieselgur lagerte sich in drei Schichten mit unterschiedlicher Färbung ab. Die Färbung der Kieselgur resultiert aus dem unterschiedlichen Gehalt an Resten organischer Stoffe. Je tiefer die Schichten liegen, desto höher ist der Anteil an organischen Bestandteilen.
Weiße Gur
Die oberste Schicht ist die „Weiße Gur“, die teilweise unmittelbar unter der Erdoberfläche lagert. Mit drei bis fünf Prozent enthält sie nur noch sehr wenig organische Bestandteile, in den Anfangsjahren wurde nur die Weiße Gur abgebaut.
Graue Gur
Unter der Weißen Gur liegt die „Graue Gur“, die bis zu zehn Prozent organische Bestandteile enthält. Durch die später eingeführte Technik des Brennens können diese entfernt und der Abbau der Grauen Gur wirtschaftlich betrieben werden.
Grüne Gur
Die unterste Schicht bezeichnet man als die „Grüne Gur“, sie enthält noch etwa 36 Prozent organische Bestandteile. Hier findet man noch Abdrücke von Fischen, sowie Nadeln, Zapfen und Laub von Bäumen. Die Grüne Gur lag auf der Höhe des Grundwasserspiegels.

## Vorkommen, Verwendung und Abbau
1836 oder 1837 soll der Bauer und Frachtfuhrmann Peter Kasten beim Ausschachten eines Brunnens am Nordhang des Haußelberges in der Lüneburger Heide die Kieselgur entdeckt haben. Man glaubte zunächst, Kalk zum Düngen gefunden zu haben. Auch Pfannkuchen wollte man damit backen, da es dem Getreidemehl ähnelte. Alfred Nobel nutzte die Eigenschaften der Kieselgur zur Herstellung von Dynamit. Der Celler Ingenieur Wilhelm Berkefeld erkannte die Filtrierfähigkeit und entwickelte die aus Kieselgur gebrannten Filterkerzen. Bei der Cholera-Epidemie in Hamburg 1892 wurde dieser Berkefeld-Filter erfolgreich eingesetzt.

### Abbau- und Lagerstätten in der Lüneburger Heide
- Neuohe, Abbau von 1863 bis 1994[10] (Koordinaten d. Abbauflächen)
- Wiechel von 1871 bis 1978 (Koordinaten d. Abbauflächen)
- Hützel von 1876 bis 1969
- Hösseringen von etwa 1880 bis 1894
- Hammerstorf von etwa 1880 bis 1920
- Oberohe von 1884 bis 1970 (Koordinaten d. Abbauflächen)
- Schmarbeck von 1896 bis ca. 1925
- Steinbeck von 1897 bis 1928
- Breloh von 1907 bis 1975 (Koordinaten d. Abbauflächen)
- Schwindebeck von 1913 bis 1975
- Hetendorf von 1970 bis 1994 (Koordinaten d. Abbauflächen)

Die Lagerstätten wiesen Mächtigkeiten von bis zu 28 Metern auf. Es handelt sich ausschließlich um Süßwasser-Kieselgur.

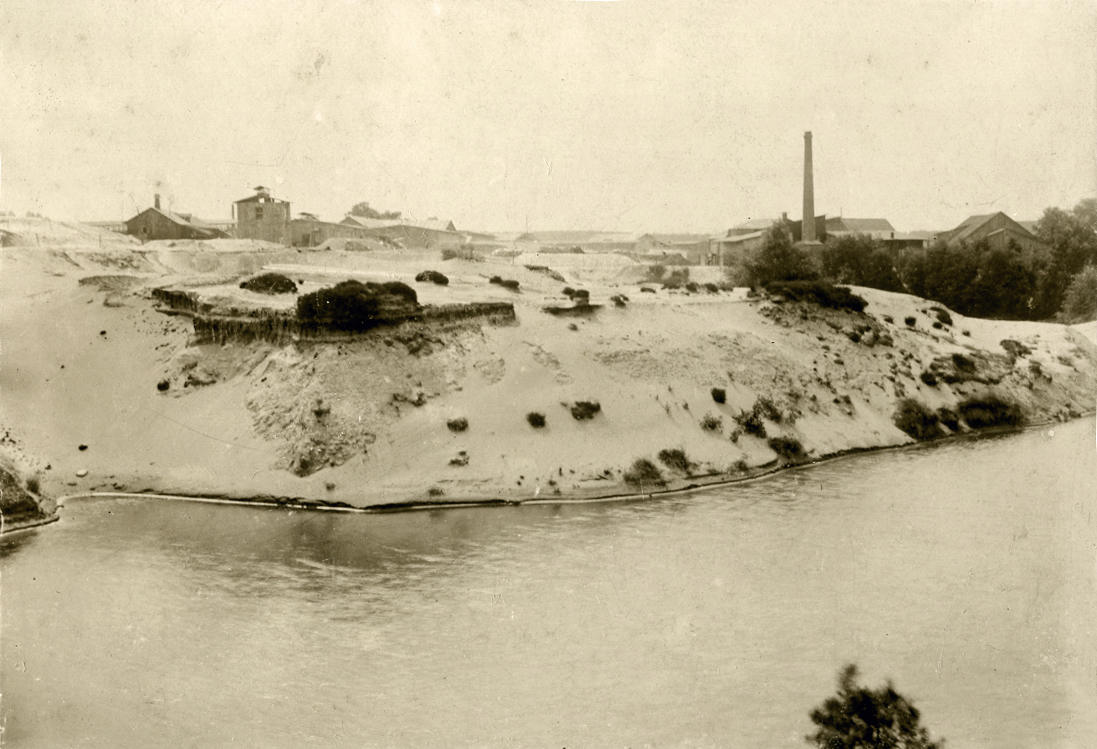
Etwa 1900–1910 Kieselgurgrube Neuohe
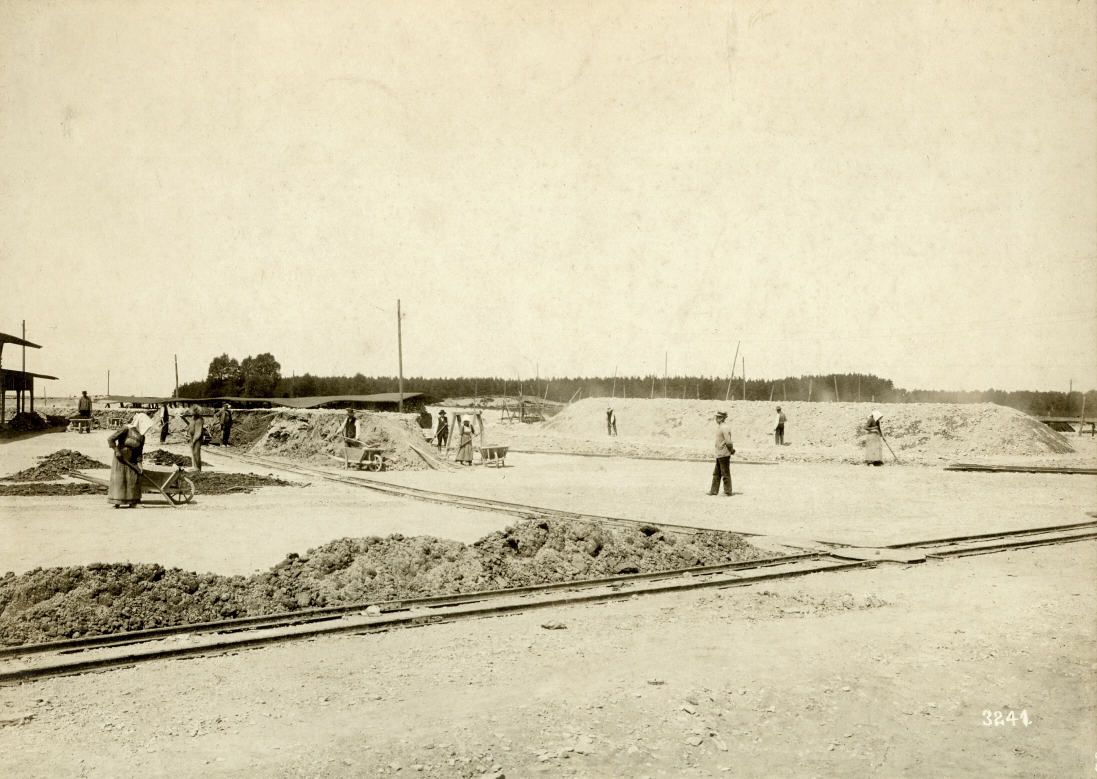
Etwa 1900–1910 ein Trockenplan: ein Brennhaufen wird angelegt, ein Brennhaufen ist in Aktion
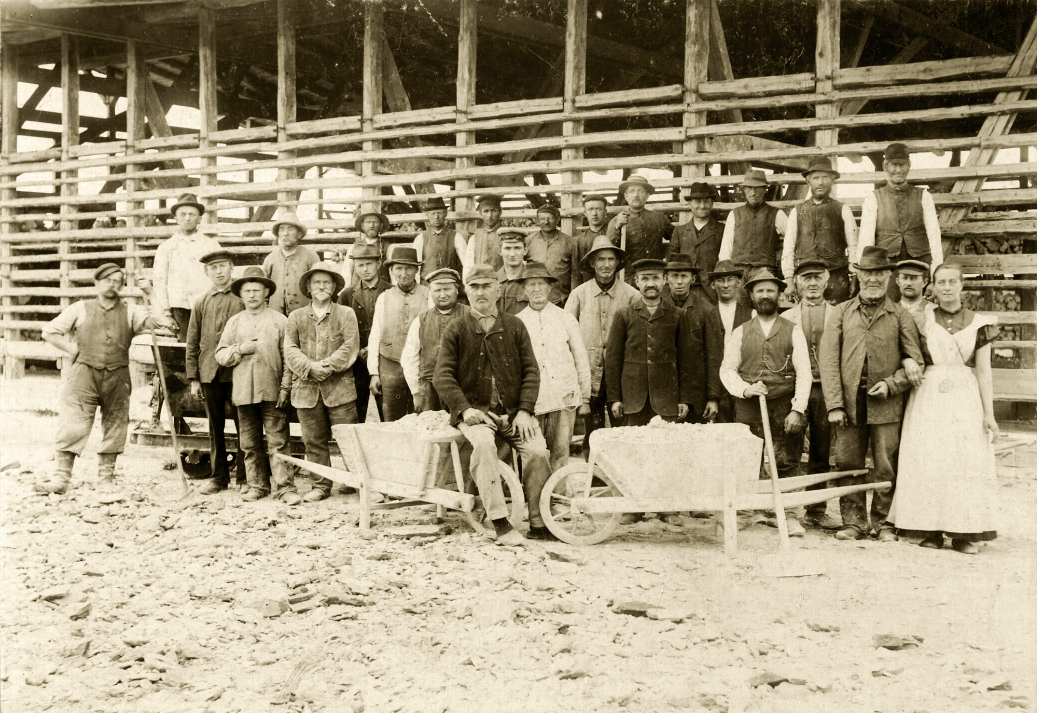
1913 Belegschaft des Werkes Neuohe, mit Arbeitern und einer Köchin vor einem Trockenschuppen

Bis zum Ersten Weltkrieg wurde fast der gesamte weltweite Bedarf an Kieselgur aus dieser Region gedeckt.
In Deutschland wurde Kieselgur außerdem noch bei Herbstein-Steinfurt am Vogelsberg (Oberhessen) und in Klieken (Sachsen-Anhalt) abgebaut.

### Tagebau

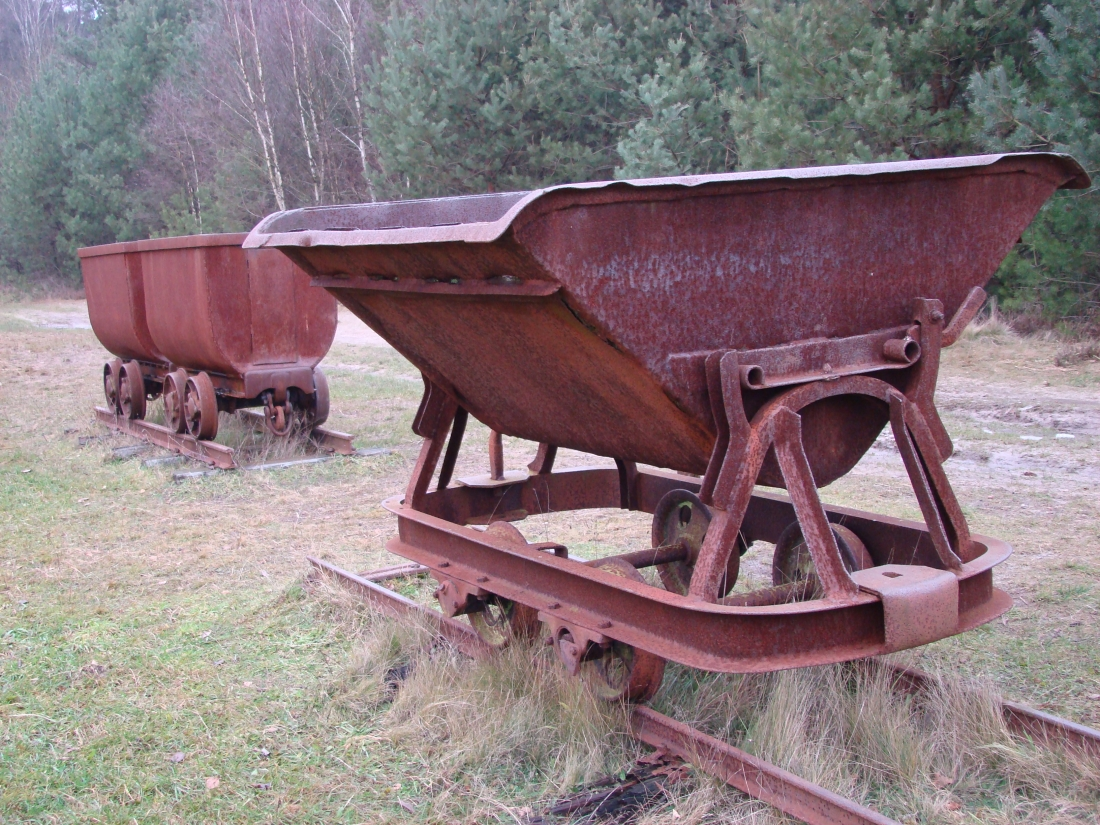
Originale Loren aus einer Kieselgurgrube

Die Kieselgur wurde im Tagebau gewonnen. In den Anfängen wurde die Kieselgur mit der Hand abgestochen und auf Schubkarren aus der Grube transportiert. Später wurde sie in Loren gefüllt, die mit Pferden oder Seilwinden aus der Grube gezogen wurden, ab den 1950er-Jahren wurden die Loren von Loks gezogen. Der Abbau erfolgte inzwischen mit Baggern.

### Bedeutung
In der Lüneburger Heide befanden sich die ersten Kieselgurgruben der Welt, der ab 1863 stattfindende Kieselgurabbau entwickelte sich für diese Region zu einem wichtigen Wirtschaftszweig. Bis zum Ersten Weltkrieg wurden in Niedersachsen 20.000 bis 25.000 Jahrestonnen Kieselgur produziert; das deckte damals fast den gesamten Weltbedarf an diesem Rohstoff. Nach dem Zweiten Weltkrieg (1957) erreichte die Produktion 50.000 bis 60.000 Jahrestonnen.

### Ende des Abbaus in Norddeutschland
1994 wurde der Abbau in Norddeutschland unrentabel und eingestellt, die Umweltauflagen bei der Entsorgung des Sickerwassers waren eine der Ursachen. Das abgepumpte Wasser hatte einen pH-Wert von 3,8 bis 4,8 und musste durch Beimischung von Soda und Kalk auf einen pH-Wert von 8,5 gebracht werden, bevor es in die Bäche abgeleitet werden durfte, auch dadurch war die importierte Gur aus den Vereinigten Staaten inzwischen billiger als die Produktionskosten der einheimischen Kieselgur.

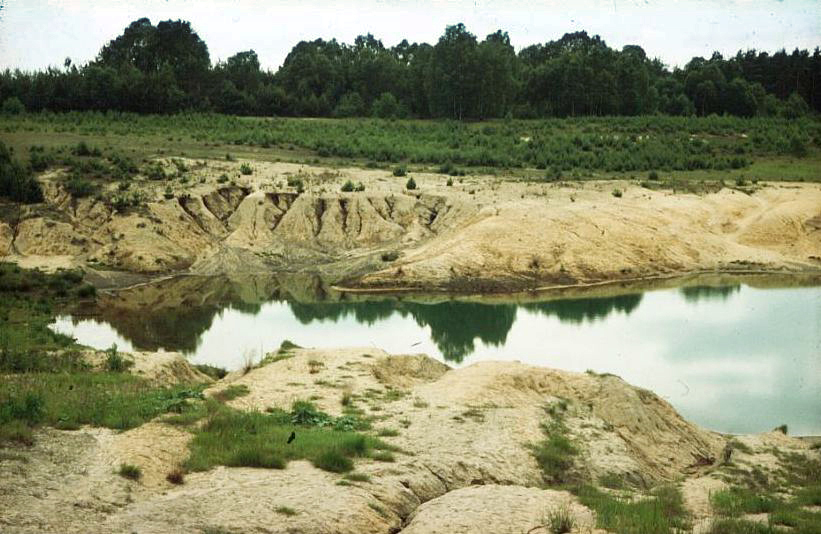
Aufgelassener Kieselgur-Tagebau bei Neuohe (1998)
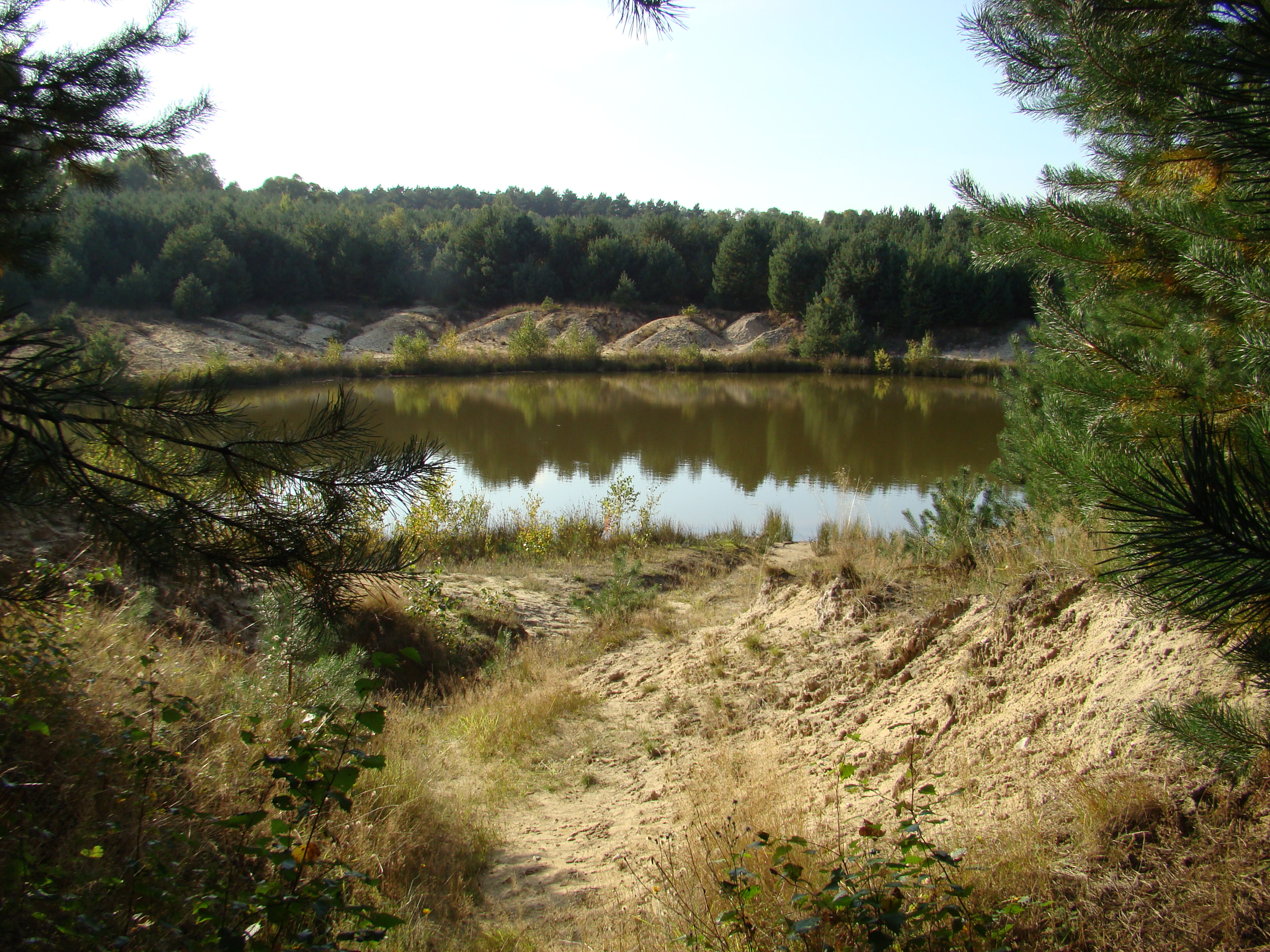
Aufgelassene Kieselgur-Grube in Neuohe (2008)
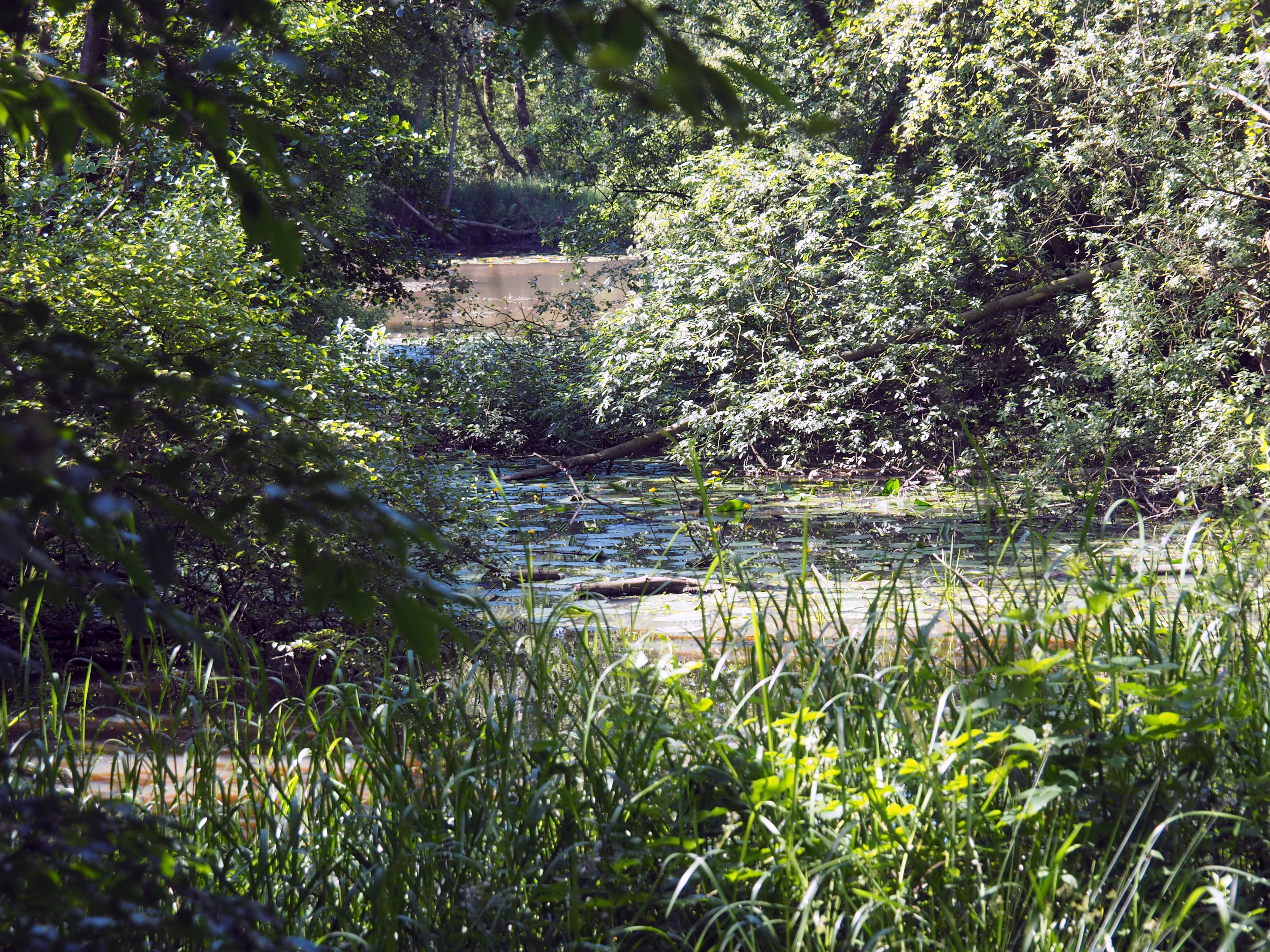
Ehemalige Kieselgur-Grube in Breloh (Munster/Örtze)
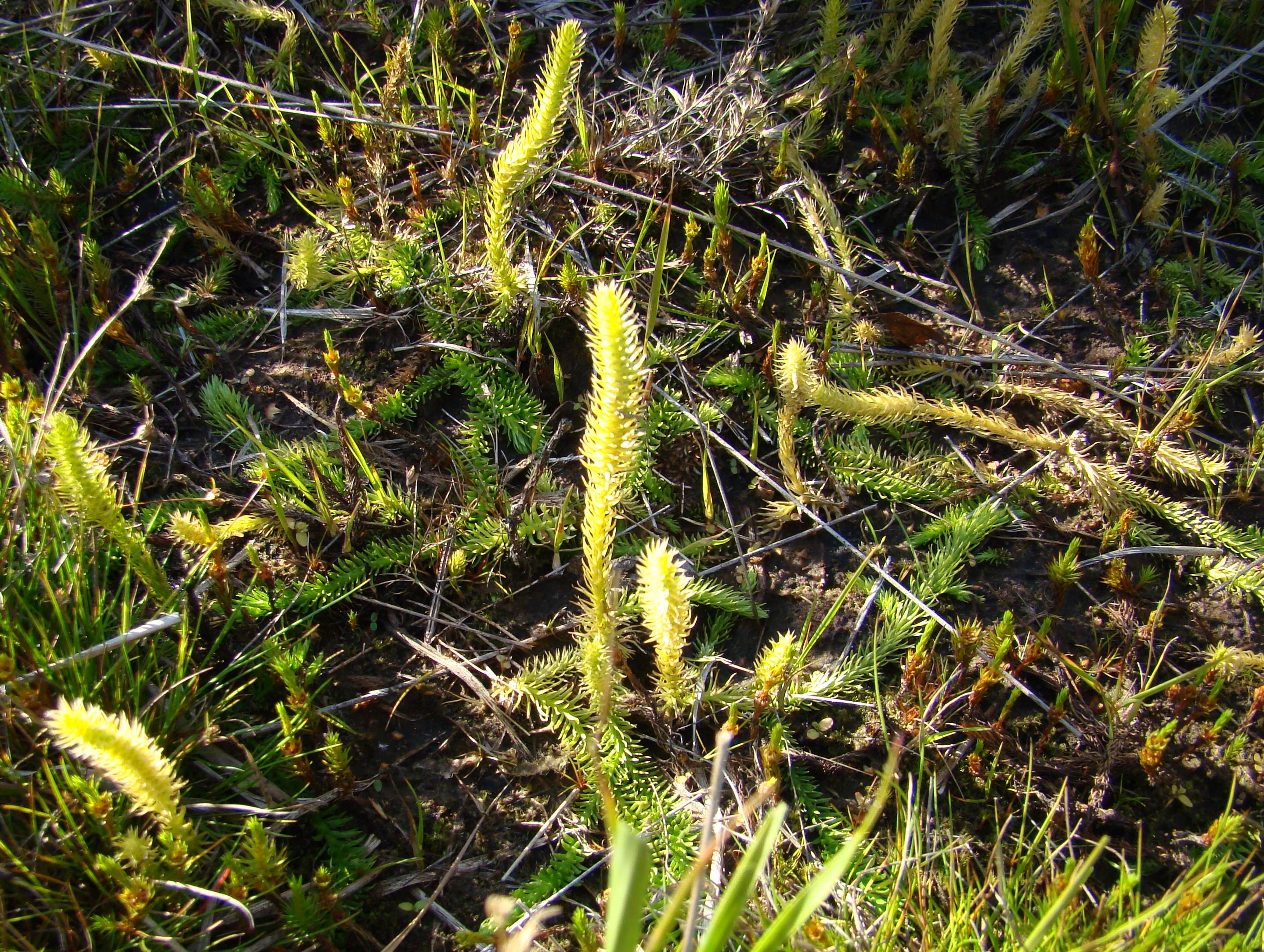
Der seltene Sumpf-Bärlapp hat sich hier inzwischen angesiedelt

### Andere Vorkommen
Eine bis zu vier Meter mächtige Kieselgurschicht entstand auch im Bereich des späteren Naturschutzgebiets Soos in Tschechien. In Colorado und im Clark County (Nevada), USA befinden sich Lagerstätten, die zum Teil mehrere hundert Meter mächtig sind. Teilweise findet sich Kieselgur in Wüsten auch an der Oberfläche. Der Abrieb der Kieselgur auf solchen Flächen (etwa in der Bodélé-Senke in der Sahara) gehört zu den bedeutendsten Quellen klimawirksamen Staubs in der Atmosphäre.
2021 waren die USA mit 36 % globalem Marktanteil der größte Produzent von Kieselgur. Dort wird vor allem im Tagbau abgebaut. Auf Platz 2 mit 17 % Anteil lag Dänemark und auf Platz 3 mit 9 % Anteil die Türkei. Einen Überblick über die globalen Abbaumengen gibt folgende Tabelle:
| Land                   | 2019        | 2020      |
| ---------------------- | ----------- | --------- |
|                        | (in Tonnen) |           |
| Argentinien            | 70.000      | 94.000    |
| Volksrepublik China    | 150.000     | 140.000   |
| Dänemark (verarbeitet) | 370.000     | 400.000   |
| Deutschland            | 52.000      | 52.000    |
| Frankreich             | 75.000      | 75.000    |
| Japan                  | 40.000      | 40.000    |
| Mexiko                 | 96.000      | 96.000    |
| Neuseeland             | 40.000      | 40.000    |
| Peru                   | 110.000     | 91.000    |
| Russland               | 51.000      | 51.000    |
| Spanien                | 50.000      | 50.000    |
| Südkorea               | 26.000      | 26.000    |
| Türkei                 | 170.000     | 220.000   |
| Vereinigte Staaten     | 768.000     | 822.000   |
| Andere Länder          | 120.000     | 120.000   |
| Gesamt (gerundet)      | 2.190.000   | 2.320.000 |

## Aufbereitung

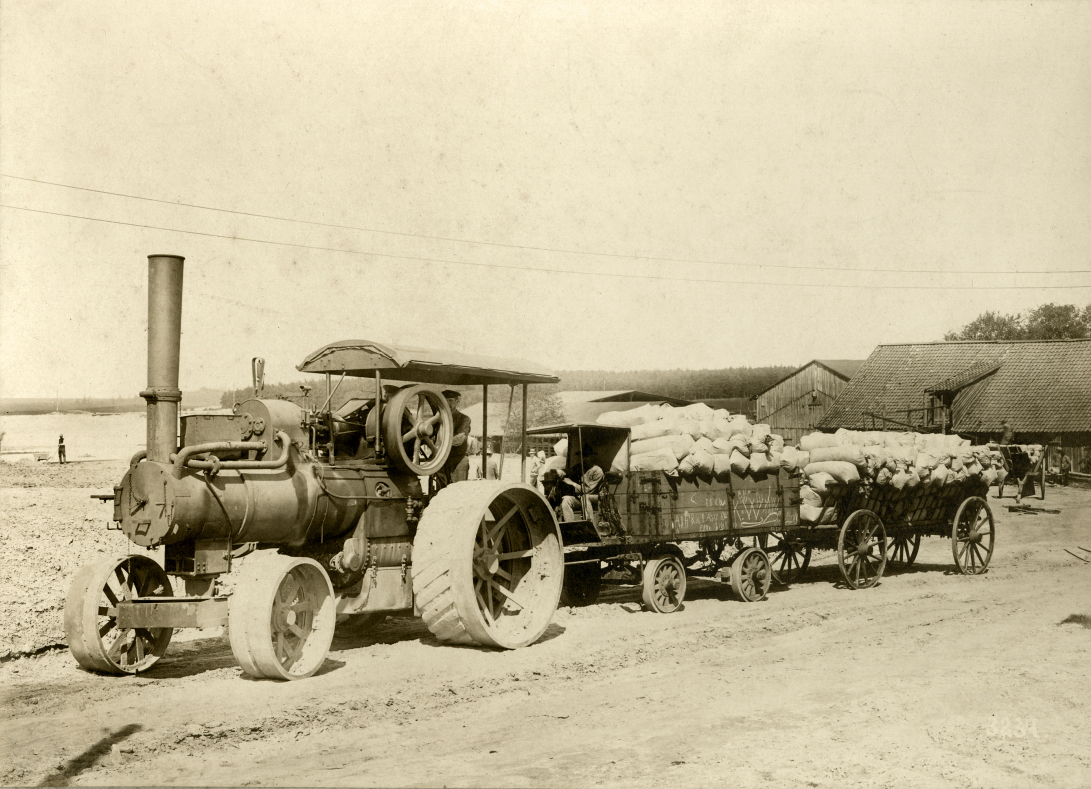
Fertige getütete Gur wird per Lokomobil zum Bahnhof gefahren (etwa 1900–1910)

### 1. Schlämmen
Die gewonnene Kieselgur enthielt bis zu 30 Prozent Sand, in einem Schlämmprozess musste dieser entfernt werden. Dazu wurde das Rohmaterial in einem Rührbottich zu einem dünnen Brei aufgelöst, dieser durchfloss mehrere Bassins, in denen sich die schweren sandigen Bestandteile absetzten. Die von Sand befreite Kieselgur gelangte in Schlämmkästen und setzte sich hier ab, anschließend wurde die Schlämmgur abgestochen und getrocknet.

### 2. Trocknen
Die geförderte Kieselgur enthielt bis zu 70 Prozent Wasser und konnte daher so nicht verwendet werden, sondern musste auf handelsübliche zehn Prozent heruntergetrocknet werden. Die Gur wurde dazu teilweise in einer Presse zu Steinen geformt, anschließend erfolgte an der Luft die Trocknung, auf Trocknungsplätzen oder in Trockenschuppen. Diese Methode war nur in den Sommermonaten möglich, die Dauer hing entscheidend von den Witterungsverhältnissen ab. Die erste künstliche Trocknung von Kieselgur erfolgte in den Kriegsjahren 1917/18 bei Altenschlirf im Vogelsberg, heute Stadtteil des Heilbads Herbstein, man benötigte Kieselgur für die Filter der Gasmasken.

### 3. Brennen
Die Kieselgur wurde in meilerartigen Brennhaufen (ähnlich der Holzkohlenmeiler) oder in Brennschuppen, bei höchstens 800 °C, gebrannt, die durchschnittliche Brenndauer betrug drei bis vier Wochen. Durch das Brennen wurden die organischen Bestandteile entfernt. Es veränderte sich auch die Farbe aufgrund des Eisenoxids, das in der Kieselgur enthalten war.
Die „Graue Gur“ zeigte eine weißliche bis rein weiße Farbe, die „Grüne Gur“ nahm wegen ihres hohen Gehaltes an Eisenoxid eine gelbliche, hellrosa bis rötliche Farbe an. Beim Brennen entwichen übelriechende schwefelsäurehaltige Dämpfe.

### Aufbereitung durch Öfen

#### Schachtofen
Die Schachtöfen bestanden aus drei Meter langen Schächten, in die von unten 230 °C heiße Luft durch die Kieselgur eingeblasen wurde, die organischen Substanzen und das Eisen wurden hierbei aber nur unvollständig entfernt: man erhielt eine „Saure Schachtofen-Gur“ im pH-Wert von unter 7.

#### Etagenofen
Diese Öfen bestanden aus acht verschiedenen Etagen.
- In den ersten vier Etagen wurde die Gur getrocknet.
- In den beiden folgenden Etagen wurde sie bei 600 bis 800 °C gebrannt.
- In den letzten beiden Etagen wurde die Kieselgur abgekühlt.

### Windsichtung
Teilweise wurde die Kieselgur, zum Beispiel die Gur, die zur Filtration verwandt werden sollte, windgesichtet, durch einen Luftstrom wurden Sand und andere Grobteile entfernt.

## Eigenschaften
- hohes Aufsaugvermögen
- geringes spezifisches Gewicht
- schlechter Wärmeleiter
- Feuer- und Säurebeständigkeit
- hohe Filtereigenschaften
- natürliches Biozid
- stabilisiert Dispersionen

## Verwendung
Kieselgur ist vielseitig verwendbar, unter anderem als
- Filtermedium für Abwässer, Getränke wie helle Biere, Öle oder in Schwimmbädern
- Füllstoff in Wärmedämmungen, Baustoffen, Anstrichmitteln, Kunststoffen, Papier, Tabletten und Pudern
- Schleif- und Poliermittel
- Abrasiv in Reinigungsmitteln
- in der Tierfütterung
- Träger für Düngemittel, Biozide, Insektizide und Katalysatoren.
- Extraktionshilfsmittel (Extrelut) für lipophile Komponenten aus vornehmlich wässrigem Untersuchungsmaterial (Urin, Serum, Milch, Abwasser o. Ä.) in der chemischen Analytik
- Mittel zum Abtöten von Milben, Flöhen u. a. in der Hühnerhaltung[19]; wird auch gegen Läuse, Zecken, Schaben, Käfer, Ameisen, Silberfische, Ohrenkneifer und Schnecken empfohlen[20]. Ferner wird es gegen Bettwanzen[21] und Hornissen eingesetzt.[22]

In der Zahnmedizin dient Kieselgur unter anderem als Bestandteil von Abformmaterialien (z. B. Alginat) als Füllstoff und erhöht die Materialfestigkeit nach der Abformung der Zahnreihen.
In der biologischen Landwirtschaft, beispielsweise bei Hühnerhaltern (Milbenbekämpfung), wird Kieselgur als natürliches Pestizid geschätzt: Die feinen Schalenbruchstücke sollen mechanische Schäden beispielsweise im Verdauungstrakt von Insekten und Milben hervorrufen und zur Austrocknung führen.
Wird das erschütterungsempfindliche Nitroglycerin mit Kieselgur vermengt, entsteht daraus das stoßunempfindliche Dynamit, das deshalb in der älteren Literatur auch als „Gurdynamit“ bezeichnet wird, durch diese Erfindung kam Alfred Nobel zu seinem großen Vermögen. Da die Kieselgur nicht an der Explosionsreaktion teilnimmt (sie ist nicht brennbar), wurde sie bei der Dynamitproduktion durch besser geeignete Stoffe ersetzt, die aktiv an der Explosion teilnehmen können (z. B. Kollodiumwolle).
Durch die Zugabe von Kieselgur wird die Beständigkeit und Wetterfestigkeit des Asphalts erhöht, Autoreifen werden abriebfester und temperaturbeständiger. Bei Farben und Lacken wird durch die Zugabe von Kieselgur verhindert, dass sich nach einiger Lagerzeit die Pigmente am Boden absetzen. Zement, Mörtel und Beton werden durch die Zugabe von Kieselgur plastischer und die Verarbeitung wird erleichtert.
Bei Düngemitteln wird verhindert, dass die Düngerkörner zusammenkleben.
In der Margarine- und Fettherstellung wird Kieselgur als Träger für den Katalysator verwendet.
Bei Pferden kann Kieselgur helfen, das Scheuern an Schweif und Mähne im Sommer zu vermindern.
Dissousgasflaschen zum Speichern von in Aceton gelöstem Ethin, zum Beispiel die beim autogenen Schweißen verwendeten Acetylenflaschen, enthielten früher karzinogenen Asbest, heute jedoch Kieselgur als poröse Masse.
Auf Grund seiner porenreichen Struktur eignet sich Kieselgur hervorragend als Filtrationsmittel, um (Trink)Wasser zu entkeimen, Trüb- und Schwebstoffe zu entfernen und Bakterien zurückzuhalten. Beispielsweise wird es in Brauereien zur Filtrierung von Bier verwendet.
Viele Ölbindemittel basieren auf Kieselgur.
Arsenbelastung
Im April 2013 wurde bekannt, dass Münchner Forscher das Rätsel um die erhöhten Arsenwerte in deutschen klaren Bieren gelöst haben: Der Arsenwert ist in manchen Sorten höher als im genutzten Wasser, weil beim Filtrieren einerseits Schwebstoffe festgehalten werden, andererseits häufig in der Kieselgur gebundenes Arsen in das nun kristallklare alkoholische Getränk übergeben wird. Da es sich um sehr geringe Mengen handelt, besteht keine Gesundheitsgefahr. In Zukunft soll die Kieselgur vor dem Verwenden in Filtern häufiger mit Wasser gespült werden.